# 狄利克雷定理
狄利克雷定理是狄利克雷于1837年发表的数论中关于质数在同余类中分布的定理：对于任意互质正整数对{\displaystyle (r,N)}，模{\displaystyle N}同余{\displaystyle r}的质数集合{\displaystyle \{x|r\equiv x{\bmod {N}};x\ is\ prime\}}相对质数集合{\displaystyle \{x|x\ is\ prime\}}的密度为{\displaystyle {\frac {1}{\phi (N)}}}。

## 定理内容
狄利克雷定理表明：
若 {\displaystyle r,N} 互质，则{\displaystyle \lim _{x\to \infty }{\frac {\pi (x;N,r)}{\pi (x)}}={\frac {1}{\phi (N)}}}
其中，{\displaystyle \phi (N)}为欧拉函数，{\displaystyle \pi (x)}为质数计数函数，{\displaystyle \pi (x;N,r)}为模{\displaystyle N}同余{\displaystyle r}集合中小于{\displaystyle x}的质数个数。

### 质数在同余类中的分布
狄利克雷定理揭示了质数在同余类中的分布。
形象地说，在模{\displaystyle N}同余类中，除去不包含或仅包含有限个质数的同余集合，质数的分布是大致均匀的。
- 以{\displaystyle N=6}为例：共有{\displaystyle [0],[1],[2],[3],[4],[5]}共{\displaystyle 6}个模{\displaystyle N}同余集合，其中同余集合{\displaystyle [0],[2],[3],[4]}不包含或只含有限个质数，剩下的质数近乎等概率地分布在同余集合{\displaystyle [1],[5]}中：

在不大于{\displaystyle 10,000}的质数中，质数在{\displaystyle [1],[5]}中的比率分别为{\displaystyle 49.67\%}和{\displaystyle 50.16\%}；
在不大于{\displaystyle 100,000}的质数中，质数在{\displaystyle [1],[5]}中的比率分别为{\displaystyle 49.88\%}和{\displaystyle 50.10\%}；
在不大于{\displaystyle 1,000,000}的质数中，质数在{\displaystyle [1],[5]}中的比率分别为{\displaystyle 49.98\%}和{\displaystyle 50.02\%}。
- 以{\displaystyle N=8}为例：共有{\displaystyle [0],[1],[2],[3],[4],[5],[6],[7]}共{\displaystyle 8}个模{\displaystyle N}同余集合，其中同余集合{\displaystyle [0],[2],[4],[6]}不包含或只含有限个质数，剩下的质数近乎等概率地分布在同余集合{\displaystyle [1],[3],[5],[7]}中：

不大于{\displaystyle 10,000}的质数中，质数在{\displaystyle [1],[3],[5],[7]}中的比率分别为{\displaystyle 23.98\%,25.28\%,25.53\%}和{\displaystyle 25.12\%}；
在不大于{\displaystyle 100,000}的质数中，质数在{\displaystyle [1],[3],[5],[7]}中的比率分别为{\displaystyle 24.85\%,25.12\%,25.01\%}和{\displaystyle 25.01\%}；
在不大于{\displaystyle 1,000,000}的质数中，质数在{\displaystyle [1],[3],[5],[7]}中的比率分别为{\displaystyle 24.91\%,25.04\%,25.00\%}和{\displaystyle 25.06\%}；

## 相關定理
- 歐幾里得證明了有無限個質數，即有無限多個質數的形式如{\displaystyle 2n+1}。
- 算術級數的質數定理：若{\displaystyle a,d}互質，則有

{\displaystyle \sum _{p\leq x\quad p\equiv a{\pmod {d}}}1\sim {\frac {1}{\phi (d)}}{\frac {x}{\ln(x)}}}。
其中φ是歐拉函數。取{\displaystyle d=2}，可得一般的質數定理。
- 林尼克定理說明了級數中最小的質數的範圍：算術級數{\displaystyle a+nd}中最小的質數少於{\displaystyle cd^{L}}，其中{\displaystyle L}和{\displaystyle c}均為常數，但這兩個常數的最小值尚未找到。
- 柴伯塔瑞夫密度定理（英语：Chebotarev's density theorem）是在狄利克雷定理在伽羅瓦擴張的推廣。

## 歷史
歐拉曾以{\displaystyle \sum {\frac {1}{p}}=\infty }，來證明質數有無限個。約翰·彼得·狄利克雷得以靈感，借助證明{\displaystyle \sum _{p\equiv a{\pmod {d}}}{1/p}=\infty }來證明算術級數中有無限個質數。這個定理的證明中引入了狄利克雷L函數，應用了一些解析數學的技巧，是解析數論的重要里程碑。

## 推廣
這個定理的一些推廣形式，但是都還只是未被證明的猜想而已，並不是定理。
- 布尼亞科夫斯基猜想，推廣至>=2次的多項式
- 狄克森猜想，推廣至>=2個多項式
- 欣策爾假設H，上述兩個推廣合併